# Графство Неленбург
Графството Неленбург (на немски: Grafshaft Nellenburg) е графство в Югозападна Германия и Северна Швейцария.

## История
Графовете на Неленбург са значим благороднически род и са господари на Ландграфство Неленбург с резиденция замък Неленбург при Щоках. Те произлизат от швабския род Еберхардинги от Цюрихгау (с център Цюрих) и са роднини с род Бурхардинги.
Еберхард VI фон Неленбург († 1076/1079) се нарича пръв граф на Неленбург, строи 1050 – 1056 г. замък Неленбург и се нарича на него. Той мести през 1050 г. там резиденцията си от Цюрихгау. Той е роднина на папа Лъв IX и с негова помощ строи през 1049 г. на своя територия манастир Всички Светии в Шафхаузен. Той е също роднина на императорите Конрад II и Хайнрих III.
Старата линия на графовете на Неленбург измира по мъжка линия още през 1100/1105 г. с Еберхард фон Неленбург.
През 1422 г. графството и ландграфството са наследени от господарите на Тенген, които през 1465 г. ги продават на Хабсбургите.